# Clypastraea biguttata
Clypastraea biguttata är en skalbaggsart som först beskrevs av Leconte 1879.  Clypastraea biguttata ingår i släktet Clypastraea och familjen punktbaggar. Inga underarter finns listade i Catalogue of Life.